# Reducción de daños

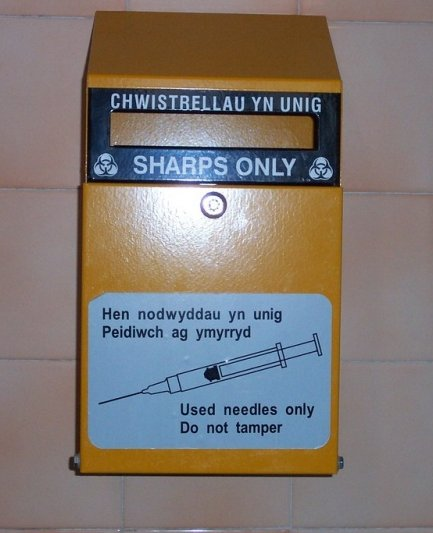
Un contenedor que permite desechar agujas de forma segura en un baño público en Caernarfon, Gales.

La reducción de daños o reducción del daño es el conjunto de estrategias ante conductas que generan riesgos o daños a la salud, como por ejemplo en el ámbito del consumo de drogas y en otras conductas (como prostitución, prácticas sexuales de riesgo, etc.) que, entendiendo que existen personas que desarrollan estos comportamientos y que no van a dejar de hacerlo, pretende reducir los riesgos asociados a los mismos, riesgos tales como la transmisión de enfermedades de transmisión sexual o transmisión de enfermedades infecciosas por la vía de consumo de drogas empleada, riesgo de sobredosis, etc.
Un segundo objetivo que se plantea desde esta estrategia es la puesta en contacto del usuario con la red asistencial normalizada, puesto que, por lo general, las personas que acceden a los programas de reducción del daño desarrollan su vida en entornos marginales (sin acceso a los recursos normalizados).
Este tipo de estrategias comenzaron a desarrollarse en el norte de Europa en los años 80 ante el fracaso de los programas libres de drogas y especialmente en relación con el consumo de heroína por vía parenteral.

## Estrategias de reducción del daño en drogodependencias

### España
En España las estrategias de reducción del daño que se desarrollan en la actualidad en el ámbito de las drogodependencias son fundamentalmente las siguientes:
- Programas de intercambio de jeringuillas (PIJ)
- Dispositivos móviles
- Salas de consumo supervisado
- Centros de encuentro y acogida (CEA's)
- Energy Control
- Consumo Conciencia
- SOM.NIT (Creu Roja Joventut)
- Arsu Festa

Desde 1999 Creu Roja Joventut desarrolla en Cataluña el proyecto SOM.NIT. Un proyecto de información, prevención y reducción de daños en el consumo de drogas.
La actividad la desarrolla un equipo de voluntarios que han recibido previamente una formación sobre drogas. Este grupo se centra en informar sobre el consumo de drogas en los espacios de ocio nocturno (discotecas, conciertos, festivales, raves…)

### Argentina
En Argentina, la Asociación de Reducción de Daños de la Argentina -ARDA- es pionera en la Reducción de Daños y Riesgos, como así también en el trabajo de la promoción de la salud y prevención frente al consumo de drogas. ARDA impulsa y realiza intervenciones en los más variados escenarios en los cuales se encuentran las diferentes poblaciones vulnerables y objetivo. De la misma manera ARDA organizó en sintonía con el resto del mundo la primera marcha de la marihuana (Million Marijuana March) en la ciudad de Rosario en el año 2002 y desde entonces participa junto a otras organizaciones en la misma. También es crítica y pide la derogación de la ley nacional 23737 de control de drogas. Así mismo adhiere y apoya la total implementación de la nueva ley de Salud Mental y Adicciones. Los postulados de ARDA se basan en el respeto a las personas como sujetos sociales plenos de derechos y obligaciones y demanda del Estado las garantías necesarias de respeto a estos derechos ciudadanos.

### Chile
En Chile, existe una fundación dedicada a la reducción de daños cuyo nombre es Reduciendo Daño, la cual nace el año 2018 y desde entonces ha promovido el análisis colorimétrico de drogas con el fin de educar a la población y de poder detectar preventivamente drogas adulteradas.

### Colombia
En Colombia se cuenta con el trabajo de la corporación Acción Técnica Social -ATS- y sus proyectos "Échele cabeza cuando se dé en la cabeza" , "Cambie" en intervenciones urbanas y digitales con consumidores de sustancias psicoactivas.

### México
En México la asociación civil Verter mantiene un programa de Reducción de Daños desde el año 2013 en diferentes ciudades de la frontera de México con Estados Unidos, su programa consiste en la operación de un centro de atención, una unidad móvil y de trabajo sistemático para la incidencia política sobre el tema de reducción de daños.